# Prosper Auriol fill
Prosper Bernard Eugène Auriol (Perpinyà, 2 d'agost de 1861 - 21 de juliol de 1944) fou un banquer i alpinista nord-català, considerat un dels pioners de l'esquí als Pirineus.

## El banquer
Prosper Auriol era fill de Prosper Auriol pare, propietari de la Banque Auriol, empresa familiar creada pel seu avi Bernard Auriol i el seu cunyat a Perpinyà. El seu pare va morir quan només tenia nou anys, i el banc fou dirigit per la seva mare Delphine, ajudada pel seu germà Gustave Cazes i Isaac Lévy, un dels empleats de la banca. Prosper Auriol esdevingué associat de la banca en 1886, i el seu germà petit Georges en 1890. El capital de la banca aleshores era d'un milió de francs, repartits entre la mare (400.000 francs) i els dos germans (a parts iguals per la resta). Després d'un fort enriquiment durant els anys 1870-1880 i haver experimentat dificultats en la dècada de 1890 degudes a la crisi de la fil·loxera, la banca familiar va conèixer una fort creixement a començaments del segle xx. En 1883 Prosper Auriol fou nomenat administrador de la Caixa d'estalvis, de la que n'esdevindrà director de la secció departamental i finalment director honorari. El 1910 fou nomenat censor del Banc de França, en la que hi va exercir un paper important durant la Primera Guerra Mundial. Queda així fins a la seva mort. Els dos germans Auriol es van retirar com a banquers el 1924.

## El pirineista
Prosper Auriol fou membre del Club Alpin Français (CAF). Amb els seus amics de la secció nordcatalana del CAF va introduir l'esquí als Pirineus i sembla haver efectuat el primer descens en esquí del massís, el 20 de gener de 1901, al coll de la Quillana (entre Matamala i La Llaguna). Entre 1908 i 1911, amb altres membres del CAF com el seu germà, va obrir les vies d'escalada al massís del Canigó. En 1921, amb Edmond Boixo, va demanar al mariscal Joffre, heroi nord-català de la Primera Guerra Mundial, l'autorització per un cim del massís del Canigó amb el seu nom, pic Joffre, que es fa a l'agost d'aquest mateix any.
És membre i, per poc temps, president de la Societat Agrícola, Científica i Literària dels Pirineus Orientals.